# 途易集团
途易集团（德語：TUI AG，中文翻译为途易股份有限公司，一般通称为途易集团）的前身为普罗伊萨格，是一家在法兰克福证券交易所上市的跨国旅行及旅游企业，总部设在德国下萨克森州的汉诺威。其前身普罗伊萨格最初以「普鲁士采矿及冶炼有限公司」（Preußische Bergwerks- und Hütten-Aktiengesellschaft）的名称成立于1923年，主要从事矿石开采业务。在20世纪90年代中期，普罗伊萨格在拓展新的业务领域后，逐渐从一家大型联合企业转变为专注于休闲产业的服务型企业。如今的途易股份公司是欧洲最大的旅游公司，旗下拥有独立的旅行社、地接机构、酒店、航空公司、邮轮公司和游程承揽商等企业品牌。此外途易股份公司还持有航运集团赫伯罗特股份公司43.33%股份，主要源自赫伯罗特于2009年初出售所得，这也令途易成为全球第五大航运集团。途易股份公司还是德国中型股指数的成分股，截至2009年9月在全球范围内共有65,500名雇员。

## 历史

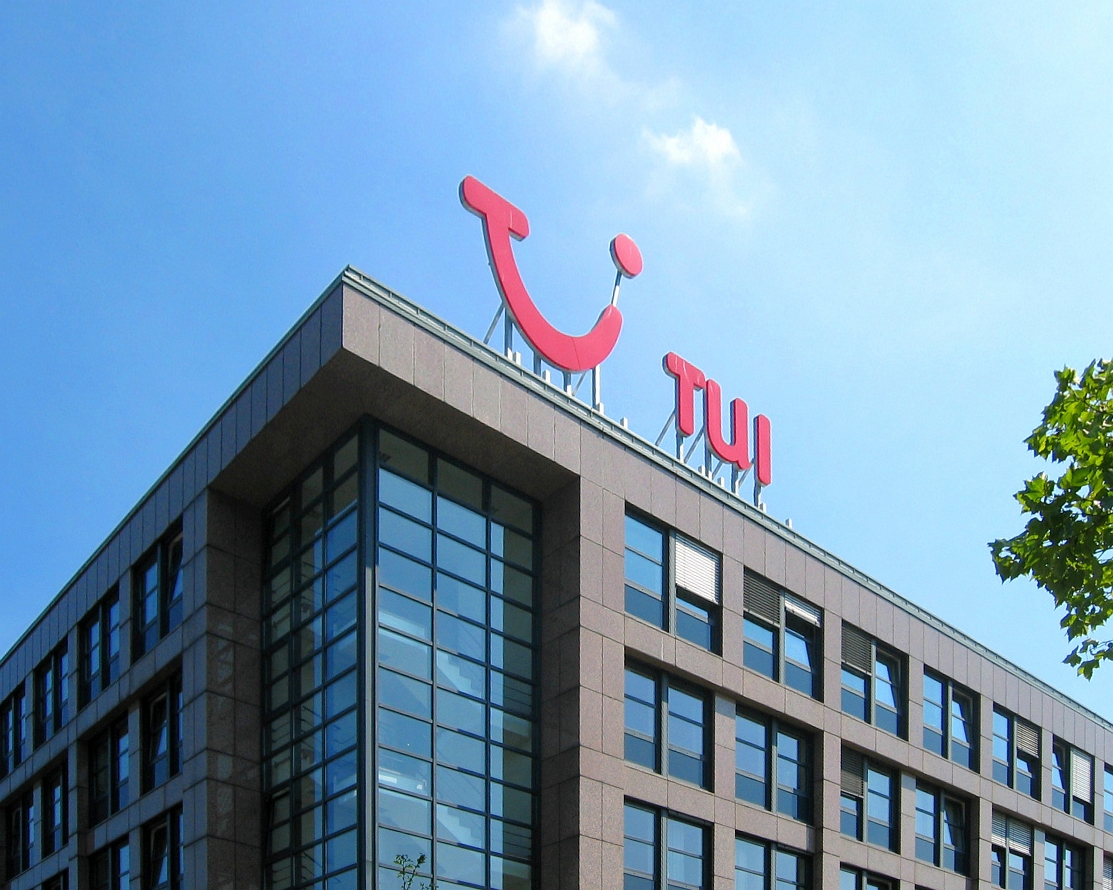
汉诺威的途易股份公司总部

国际旅游联盟两合公司（Touristik Union International GmbH & Co. KG），即「途易」（TUI），最早于1968年在柏林成立，它由四家旅游经营商游罗巴（TOUROPA）、萨摩旅游（Scharnow-Reisen）、胡梅尔旅游（Hummel Reise）和蒂格旅游（Dr. Tigges-Fahrten）共同组成。1970年国际航空旅游（airtours international）及環欧旅游（TransEuropa）也加入了公司，同年公司还创立了酒店品牌罗宾逊俱乐部（Robinson Club）。自1972年起，其它一些连锁酒店也相继加入。至1978年，公司已经拥有自己的假日旅游专列。
1990年，公司使用「途易美丽假期」（TUI Schöne Ferien）作为标准名称。1995年，荷兰途易及奥地利途易成立；1996年，瑞士途易成立。到1997年，赫伯罗特、西德意志银行和德国铁路下属的德国旅行社分别持有途易45%、30%和25%股权。1998年，公司最大股东普罗伊萨格－赫伯罗特将其整合为「赫伯旅游联盟」（Hapag Touristik Union，简称HTU）。此后公司继续在旅游业的投资，先后收购1-2飞（1-2-Fly）、孔蒂航空旅游（Air Conti Flugreisen）和埃尔图国际（Airtours International）等公司，并持有格贝科（Gebeco）51.1%的股权。
2000年，HTU更名为「途易集团」（TUI Group），并在2001年成为普罗伊萨格的全资子公司。2002年，普罗伊萨格启动大规模重组，同时正式将自身整合为途易股份公司，将其由一家大型联合企业转变为纯粹的旅游及物流集团。
2005年途易将其负责铁路物流业务的全资子公司VTG股份公司转售给欧洲货车公司（Compagnie Européenne de Wagons）。公司旗下其它物流业务也都在同年被集中转移到盈利能力较佳的航运子公司赫伯罗特股份公司运营。随着对加拿大太平洋航运的收购完成，该公司成为全球最大的五家货柜航运企业之一。2006年途易将其商业旅游子公司TQ3转售给荷兰的BCD控股并将其间接控股的美国钢铁企业PNA集团（PNA Group Inc.）公司转售给白金资产管理公司。
2007年3月19日途易宣布试图将旅游业务与英国旅游公司首选假日合并，并共同组建途易旅游的计划，这项计划于同年6月29日得到欧盟委员会的批准。随着合并完成，新的途易旅游以年均约180亿欧元的营业额成为全球最大的旅游公司，其中途易股份公司持有该公司约54%的股权。新的途易旅游总部设在英国，而途易股份公司控股的其它酒店、航运等业务则继续设在德国总部。
根据2009年9月7日达成的协议，途易旅游以每股3.97欧元的作价购买柏林航空发行的843.7393万新股，以持有柏林航空9.9%的股权。

## 重组
根据合并公告的精神，原有的普罗伊萨格必须在转变为途易股份公司前完成重组。权益保护联合会的投资者在2006年发表的企业黑皮书中形容，重组是对「德国企业历史价值最严重的一次扼杀」。而对加拿大太平洋航运的收购价格被「完全高估」（引述《经理人》杂志），因其盈利能力正日渐下滑。这给公司增加了「不可估量」的债务。一个来自曼海姆大学的的经济学家计算出公司重组给投资者带来至少80亿欧元的损失，因为「投资者投资于一个其并不了解的行业」以及「公司的支出过多，其价值不可能获得增长」。
2008年3月途易宣布将与赫伯罗特货柜航运业务分开，今后的重点将放在其核心的旅游业务。同年10月，途易宣布将该子公司业务转售给汉堡财团「阿尔伯特·巴林」（Konsortium Albert Ballin），这是一家由德迅物流、汉堡市政府（汉堡资产及投资管理协会，HGV）和部分汉堡投资者共同组成的财团。对赫伯罗特（不包括赫伯罗特邮轮公司，它仍为途易全资）的报价约为44.5亿欧元。汉堡财团以14亿欧元、现金支付7亿欧元的价格接管该公司三分之二的股权，途易则保有余下的三分之一，并有权要求对方在2012年之前结清余款。但汉堡财团自2010年便已得到了优先购买权。

## 股东
2007年春季，挪威航运巨头及金融投资者约翰·弗雷德里克森进入途易并持有15.01%的股权。弗里德里克森在2008年5月举行的途易全体股东大会上要求公司解雇主管米歇尔·弗伦策尔（Michael Frenzel）；在2009年5月13日的全体股东大会上弗雷德里克森又要求进入监事会，并罢免监事会现主席尤尔根·克鲁姆诺夫（Jürgen Krumnow），但这些尝试均告失败。
2008年初，俄罗斯寡头阿列克谢·莫尔达索夫入股途易股份公司。2008年7月，他所持有的股份已增至15.03%，成为途易单一最大股东，领先于弗雷德里克森。
2017年3月途易股份公司共有以下股东：
- 23% - S-Group旅游控股有限公司（阿列克谢·莫尔达索夫）
- 3% - 里乌有限责任公司(里乌·桂尔家族)
- 67% - 机构投资者
- 7% - 私人投资者

2009年12月途易股份公司共有以下股东：
- 15.03% - S-Group旅游控股有限公司（阿列克谢·莫尔达索夫）
- 15.01% - 蒙特雷企业有限公司（约翰·弗雷德里克森）
- 5.10% - 里乌有限责任公司(里乌·桂尔家族)
- 5.00% - CAM（西班牙储蓄银行）
- 5.00% - CDG集团（摩洛哥金融机构）
- 约40.00% - 机构投资者
- 约15.00% - 私人投资者

## 途易公司架构
| 途易旅游                            | 途易酒店及度假村                                                                                           | 邮轮旅游                        | 货柜航运                                 |
| 途易航空 游程承揽商 地接机构 旅行社 | 丽屋酒店及度假村 罗宾逊俱乐部 格鲁波泰尔 格雷科泰尔 依贝罗泰尔 乡村酒店 雅琦酒店 共243间酒店及154000张床位 | 途易邮轮 赫伯罗特邮轮 共5艘邮轮 | 赫伯罗特股份公司（43.33%） 共115艘货柜船 |

### 途易旅游
途易旅游于2007年在伦敦证券交易所上市，是一家从事旅游销售、组织、航空、和地接服务的旅游公司，由途易股份公司的旅游部门及首选假日旅游公司合并而成，其中途易股份公司持有该公司55.9%的股权，业务覆盖全球180个国家和地区，每年为近3千万的客户提供服务。该公司主要经营四大核心业务部门：
- 综合部
- 专项部
- 活动部
- 网络服务部

途易旅游所提供的度假套餐还包括一些特别的产品，包括游艇承包、探险和学生旅游类别等。

### 途易航空
途易拥有数家航空公司。这些航空公司此前都归纳在途易飞（TUIfly）的品牌下。在2007年1月途易的两家航空子公司赫伯罗特航空和赫伯罗特快运合并后也采用TUIfly作为新名称，因此现在这些航空公司都将以途易航空的名义运作，并由途易航空管理公司负责管理。除了德国的TUIfly，途易还在法国、比利时、荷兰、英国和瑞典分别拥有科西嘉国际航空、比利时途易飞航空、荷兰途易飞航空、英国途易飞航空、北欧途易飞航空等航空公司。

### 游程承揽商
途易在中欧、北欧和西欧市场拥有逾200个品牌，产品在不同的国家和地区使用不同的品牌销售。在中国和俄罗斯则分别设有「中旅途易」和「至多旅游」。

### 酒店品牌
途易酒店是欧洲最大的度假型酒店集团，其规模在世界连锁酒店中列居第12位。途易共拥有亚特兰蒂卡酒店（Atlantica Hotels）、雅琦酒店（aqi Hotels）、乡村酒店（Dorfhotel）、格兰度假村酒店（Gran Resort Hotels）、格雷科泰尔（Grecotel）、格鲁波泰尔（Grupotel）、依贝罗泰尔（Iberotel）、魔法生活（Magic Life）、丽屋酒店（RIU Hotels）、罗宾逊俱乐部、索伊玛尔（Sol y Mar）等酒店品牌，并在2008年收购森希玛尔酒店及度假村（Sensimar Hotels & Resorts）。

### 旅行社
途易在欧洲拥有完全产权的近3500家旅游门市。同时产品也通过电话呼叫中心、不同的互联网站和电视专用频道销售。

### 地接机构
途易在全球拥有38个地接社，约8000名职员。遍及欧洲、亚洲、非洲、美洲和加勒比地区。

### 邮轮旅游
途易的子公司赫伯罗特邮轮在欧洲的德语国家的豪华邮轮领域拥有较高知名度。旗下拥有汉萨同盟号（MS Hanseatic）、不来梅号（MS Bremen）、哥伦布号（MS Columbus）及5星豪华邮轮欧洲号（MS Europa）共四艘邮轮。
2008年，途易与皇家加勒比邮轮公司共同组建了途易邮轮。并于2009年5月试航了第一艘豪华游轮麦希夫号（MeinSchiff）。